# Мальбернат, Оскар
О́скар Мальберна́т (англ. Oscar Miguel Malbernat Candela) (2 февраля 1944, Ла-Плата — 9 августа 2019, Ла-Плата) — аргентинский футболист, фланговый защитник, наиболее известный по выступлениям за «Эстудиантес» во вторую половину 1960-х годов — в «золотую» эпоху клуба из Ла-Платы. Был капитаном команды. По окончании игровой карьеры занимался бизнесом и работал тренером в пяти странах Южной Америки.

## Биография
Оскар Мальбернат — воспитанник «Эстудиантеса» из его родной Ла-Платы, в основном составе которого дебютировал в 1962 году. Однако лишь в 1965 году, благодаря решению Освальдо Субельдии, стал твёрдым игроком основного состава, выступая, как правило, на позиции левого защитника. Мальбернат был капитаном команды, выигравшей в 1967 году чемпионат Метрополитано, благодаря чему «крысоловы» завоевали путёвку в Кубка Либертадорес 1968 года.
В розыгрыше главного клубного турнира Южной Америки «Эстудиантесу» пришлось пройти долгий путь. На групповой стадии команда заняла первое место, опередив, в том числе, «Индепендьенте» — на тот момент двукратного обладателя трофея. Четвертьфинальная стадия также была в формате группового турнира, причём «студенты» и «красные дьяволы» вновь попали в одну группу (третьей командой стал «Университарио»). Уступив в гостях перуанцам, «Эстудиантес» выиграл три оставшиеся встречи и вышел в полуфинал. Здесь команду из Ла-Платы ждало противостояние с действующим победителем — «Расингом» из Авельянеды. Команды обменялись победами (3:0 и 0:2), а после ничьей 1:1 в дополнительном матче КОНМЕБОЛ решила, что в финал должен был выйти именно «Эстудиантес» благодаря лучшей разнице забитых и пропущенных мячей. В финале с бразильским «Палмейрасом» (уже имевшим опыт поражения в решающих матчах турнира в 1961 году) вновь потребовалось провести три матча, причём в случае ничьей на нейтральном поле в Монтевидео правило разницы голов могло сыграть уже против аргентинской команды («студенты» выиграли 2:1, а их соперники — 3:1). Но на «Сентенарио» «Эстудиантес» выиграл 2:0, впервые завоевав Кубок Либертадорес.
В сентябре и октябре того же года Мальбернат помог своей команде выиграть Межконтинентальный кубок в матчах с английским «Манчестер Юнайтед». В противостоянии, полном жёстких эпизодов, аргентинская команда дома одержала верх 1:0, а в Англии сумела сыграть вничью 1:1. Капитан Мальбернат провёл обе встречи без замен.
В Кубке Либертадорес 1969 «Эстудиантес» выиграл все четыре матча, в которых принял участие — поскольку при тогдашнем формате действующий победитель начинал защиту титула со стадии полуфинала. Здесь аргентинцы дважды (по 3:1) обыграли «Универсидад Католику». В финале с уругвайским «Насьоналем» «студенты» сначала в гостях выиграли 1:0, а затем дома одержали верх 2:0.
Очередную защиту титула в 1970 году «Эстудиантес» вновь начал с полуфинала, на этот раз против «Ривер Плейта». В гостях лаплатцы одержали победу с минимальным счётом (1:0). В домашней игре, прошедшей 15 мая, на 35 минуте судья Роберто Баррейро удалил по одному игроку у каждой команды — Мальберната у «Эстудиантеса» и Роберто Феррейро у «Ривера». Мальбернат получил дисквалификацию и не принимал участия в финальных играх против «Пеньяроля». В его отсутствие партнёры обыграли уругвайцев по сумме двух матчей (1:0; 0:0) и в третий раз подряд выиграли Кубок Либертадорес.
В 1971 году победная серия «Эстудиантеса» прервалась в финале против «Насьоналя». На полуфинальной стадии Оскар Мальбернат сыграл в двух из четырёх матчей. В финале без замен отыграл все три матча, но это не помогло — обменявшись домашними победами (по 1:0), «Насьональ» оказался сильнее 2:0 на Национальном стадионе в Лиме.
Последние годы в профессиональной карьере (1973—1974) Мальбернат провёл в «Боке Хуниорс» и «Расинге». Завершил карьеру в возрасте 30 лет — столь ранний уход был обусловлен травмой, полученной ещё в «Боке». Всего в чемпионатах Аргентины сыграл 266 матчей (из них 207 — за «Эстудиантес») и забил два гола. С 1966 по 1970 год выступал за сборную Аргентины, в составе которой сыграл в 14 матчах.
По окончании карьеры футболиста некоторое время занимался бизнесом. С 1984 по 2008 год работал с рядом команд в Аргентине, Парагвае, Перу, Эквадоре и Чили в качестве главного тренера.
Оскар Мальбернат умер 9 августа 2019 года в возрасте 75 лет, не пережив экстренной операции, связанной с болезнью кишечника. Похоронен на буэнос-айресском кладбище Парк Ираола.

## Титулы и достижения
- Чемпион Аргентины (1): Метрополитано 1967
- Обладатель Кубка Либертадорес (3): 1968, 1969, 1970
- Обладатель Межамериканского кубка (1): 1969
- Обладатель Межконтинентального кубка (1): 1968